# Raising the Flag on Iwo Jima

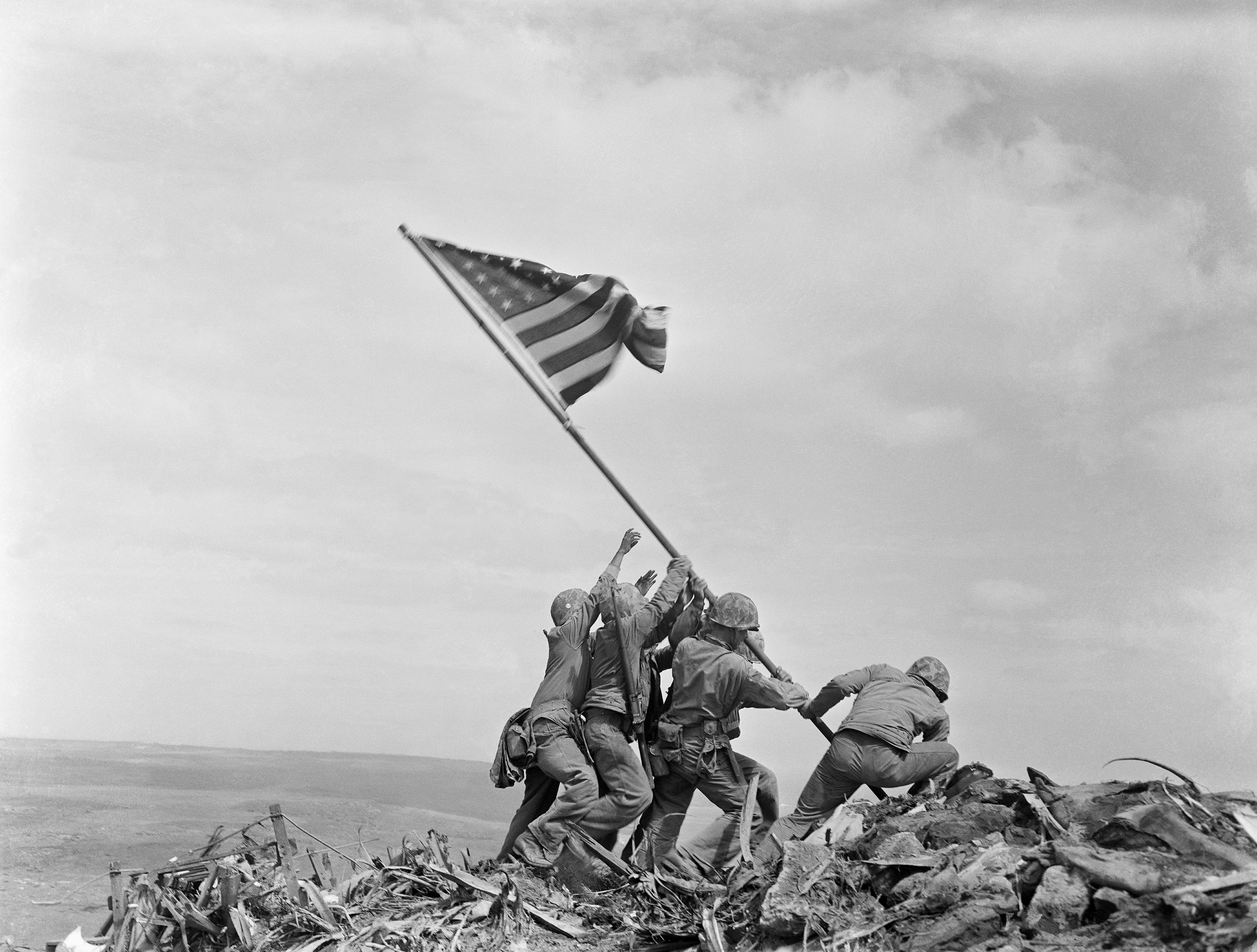
Raising the Flag on Iwo Jima door Joe Rosenthal

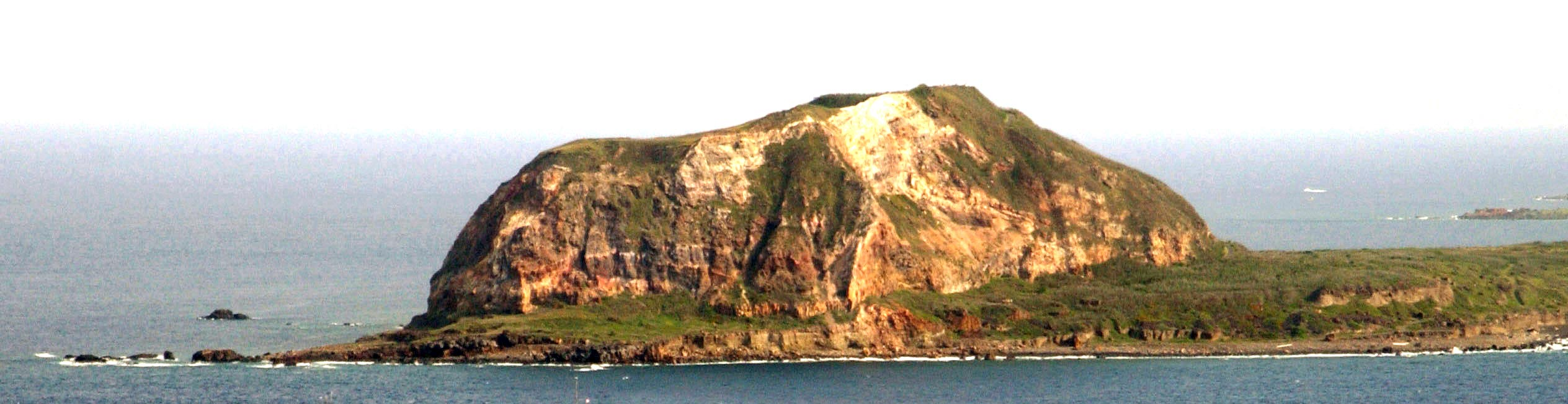
De berg Suribachi, waar de vlag werd geplant

Raising the Flag on Iwo Jima is een historische foto genomen op 23 februari 1945 door Joe Rosenthal.
Op de foto zijn vijf Amerikaanse Mariniers en een marine-hospik te zien die na de Landing op Iwo Jima tijdens de Tweede Wereldoorlog samen de Amerikaanse vlag op de top van de Suribachi planten, het hoogste punt op het Japanse eiland Iwo Jima.
De foto werd ontzettend populair en afgedrukt in duizenden publicaties. De foto werd de enige foto die de Pulitzerprijs voor fotografie won in hetzelfde jaar als de publicatie van de foto zelf.
De afbeelding wordt beschouwd als een van de belangrijkste en herkenbaarste foto's uit de oorlog.
Van de zes mannen op de foto overleefden drie de strijd niet, de drie anderen werden beroemdheden door deze foto. De foto werd later door Felix de Weldon gebruikt bij het maken van de USMC War Memorial naast Arlington National Cemetery net buiten Washington, D.C..
De foto toont niet de eerste Amerikaanse vlag die die dag op de berg werd geplaatst. De eerste vlag werd rond 10:20 uur geplaatst. Die was gefotografeerd door Louis Lowery, een legerfotograaf voor Leatherneck magazine. Rosenthal was toen nog niet op de top. Toen Rosenthal de top bereikte hoorde hij dat de mariniers opdracht hadden gekregen om een tweede, grotere vlag te plaatsen. Na afloop, dus na een foto gemaakt te hebben van deze vlaggenplaatsing, maakte Rosenthal ook nog een foto (de "Gung Ho"-foto) waarop de mariniers poseerden voor de gehesen vlag.
Rosenthals eerste (nu beroemde) foto was niet geposeerd. Dat dit wel zo zou zijn berust op een misverstand. Fotograaf Rosenthal werd bij thuiskomst in Amerika door een journalist gevraagd of 'de foto' in scène gezet was. In de veronderstelling dat deze vraag ging over de "Gung Ho"-foto, antwoordde Rosenthal hierop bevestigend. De vraag ging echter over de beroemde foto van het plaatsen van de tweede vlag. Rosenthal realiseerde zich een paar minuten later zijn vergissing en probeerde de fout recht te zetten, maar het gerucht was daarmee niet de wereld uit. Ook na een bijeenkomst van militairen en journalisten van Life magazine en Associated Press, waar men concludeerde dat de foto niet in scène was gezet, bleef het idee van enscenering bestaan.
De foto is ook verwerkt in het kunstwerk The Portable War Memorial van Ed Kienholz.

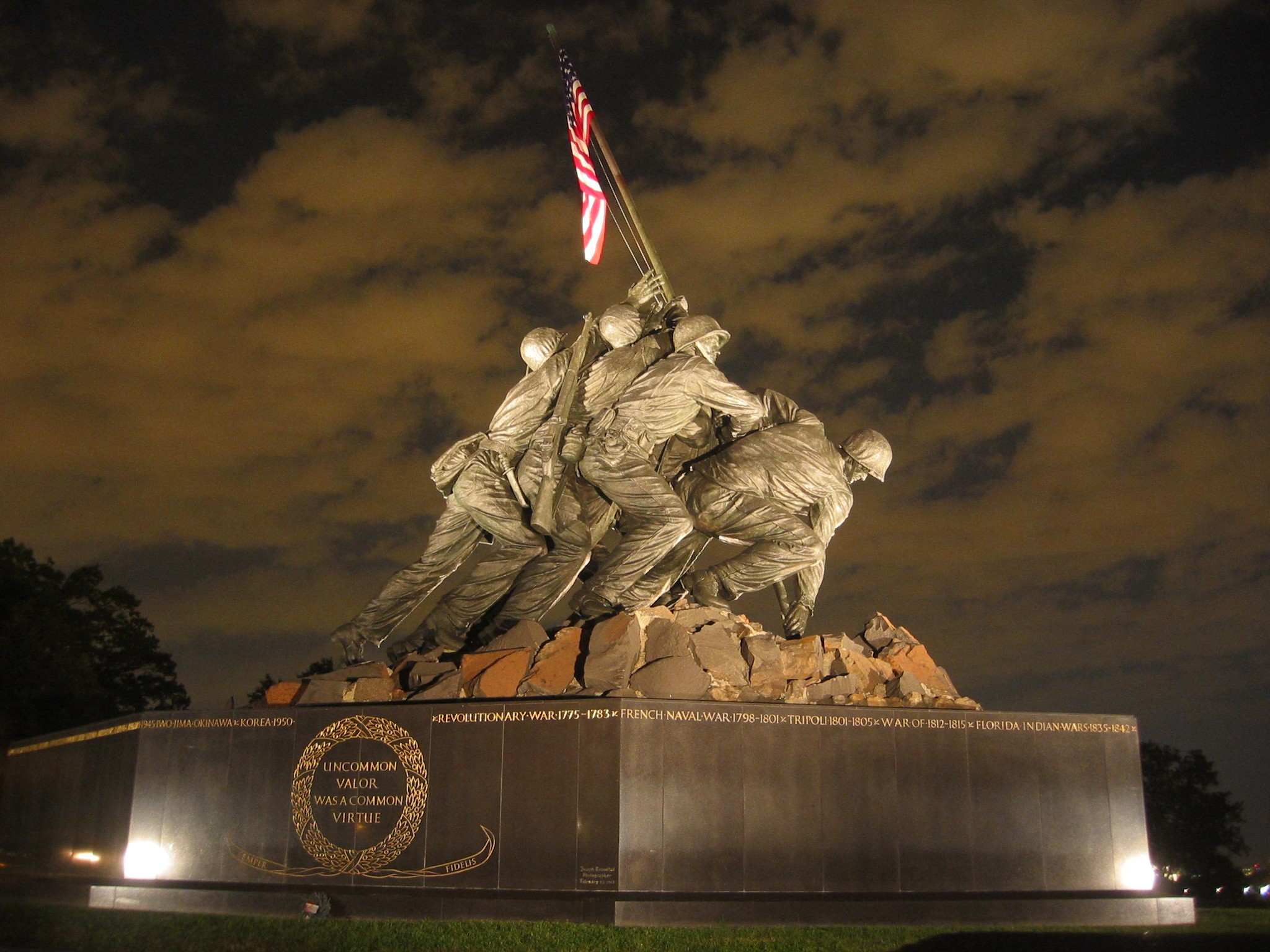
Video-opname, gemaakt door Bill Genaust, van het planten van de vlag
- Herinneringsmonument van het planten van de vlag. De houding van de soldaten is identiek aan die op de foto
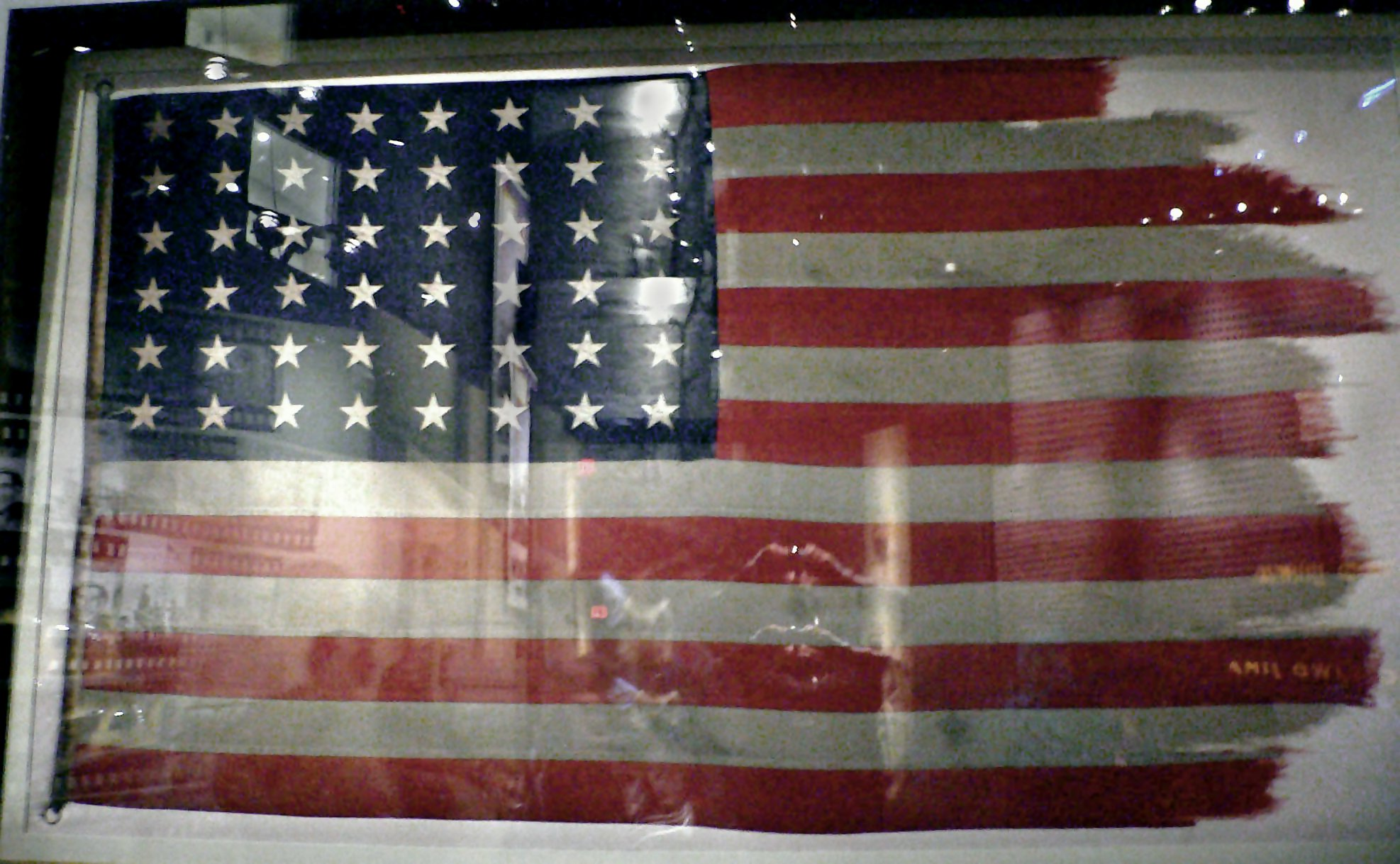
De vlag van de foto, hier opgeslagen in het National Museum of the Marine Corps.
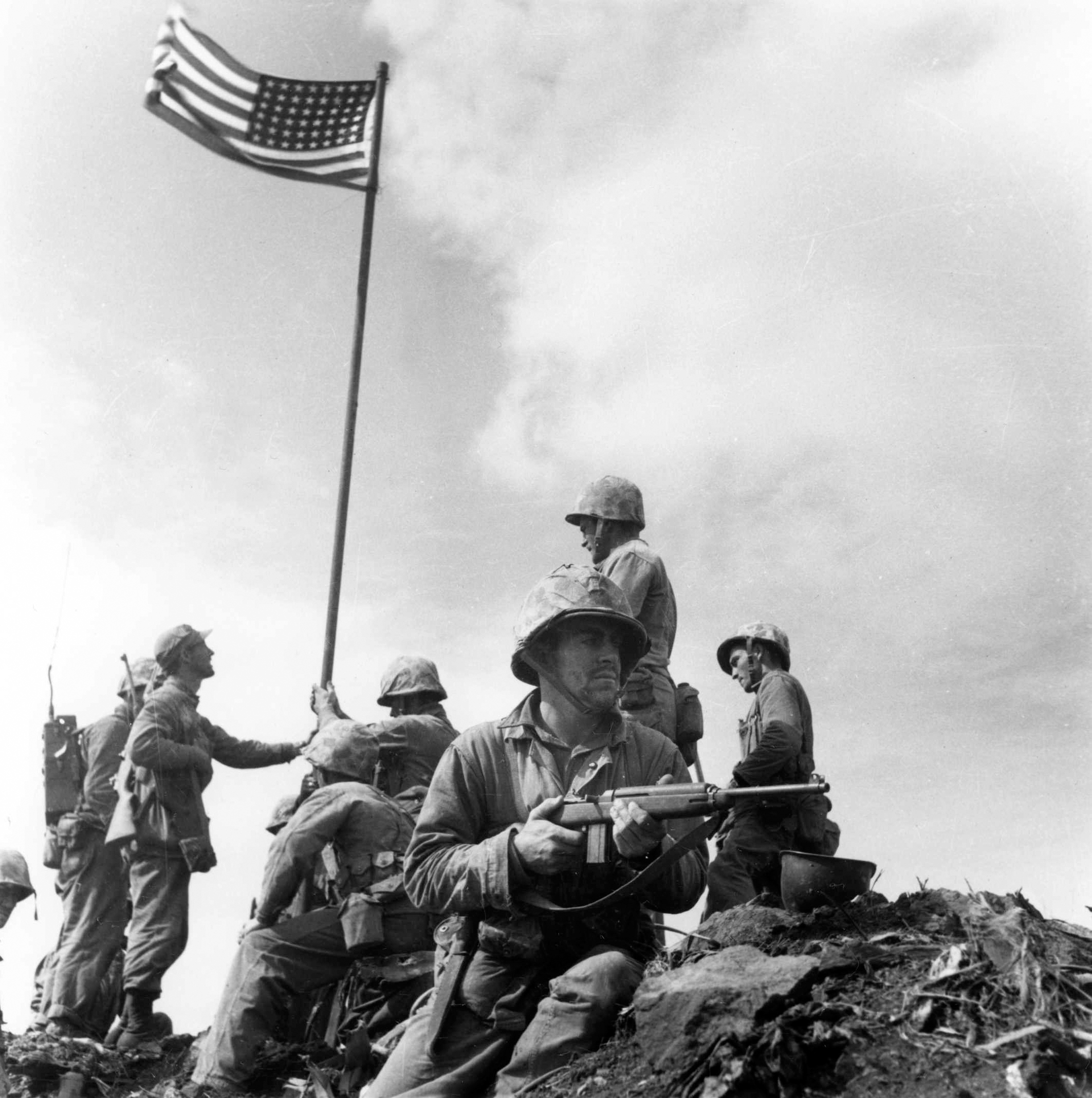
De eerste vlag, door Louis Lowery
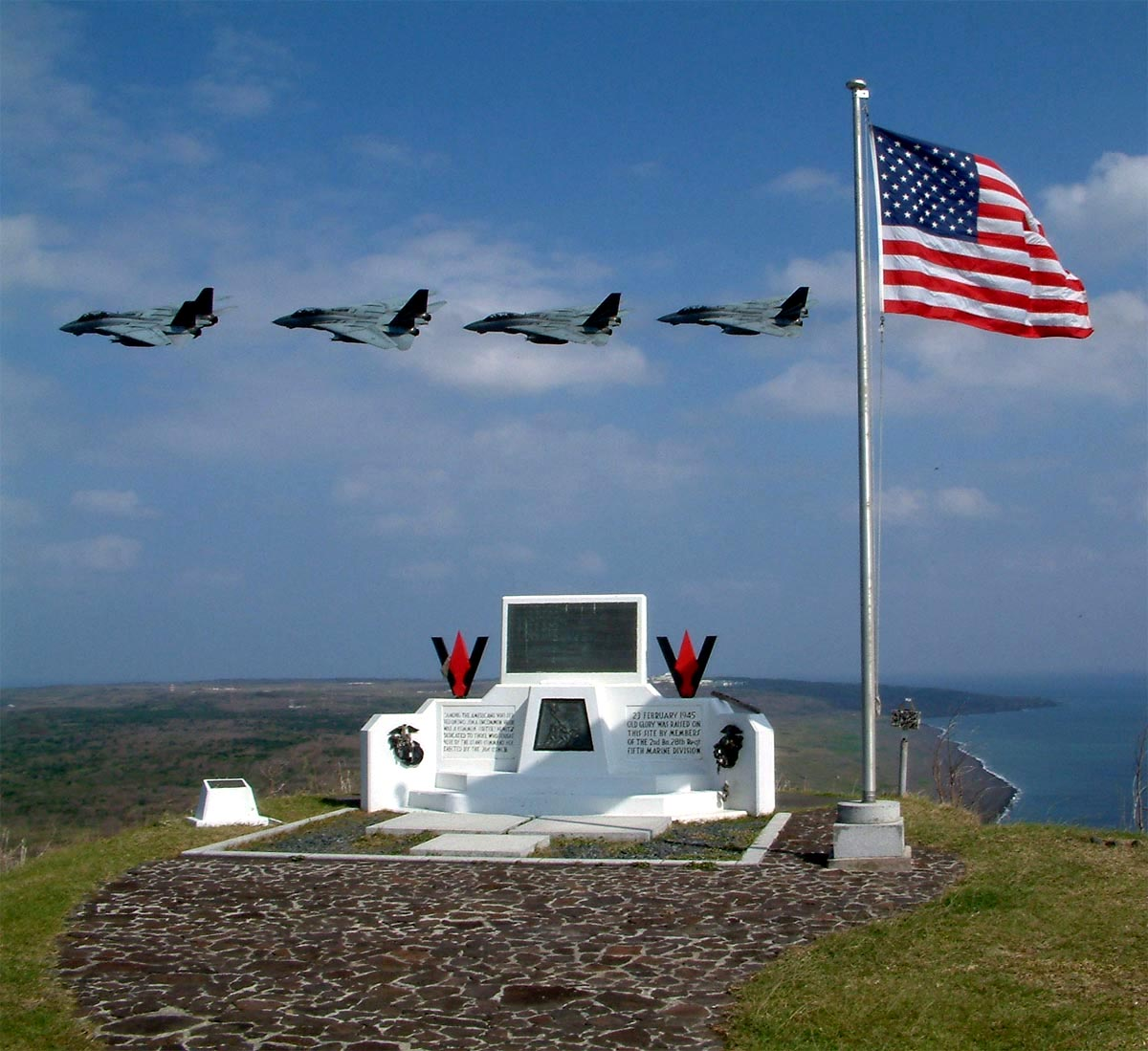
Huidige situatie op de Suribachi